# 46
46（四十六、しじゅうろく、よんじゅうろく、よそむ、よそじあまりむつ）は自然数、また整数において、45の次で47の前の数である。 

## 性質
- 46は合成数であり、正の約数は 1, 2, 23, 46 である。
  - 約数の和は72。
- 16番目の半素数である。1つ前は39、次は49。
- 2つの過剰数の和で表せない偶数のうち最大の数である。1つ前は34。(オンライン整数列大辞典の数列 A048242)
- 1/46 = 0.02173913043478260869565… (下線部は循環節で長さは22)
  - 逆数が循環小数になる数で循環節が22になる2番目の数である。1つ前は23、次は69。
- 46 = 12 + 32 + 62
  - 3連続三角数の平方和で表せる最小の数である。次は145。
  - 3つの平方数の和1通りで表せる23番目の数である。1つ前は45、次は48。(オンライン整数列大辞典の数列 A025321)
  - 異なる3つの平方数の和1通りで表せる11番目の数である。1つ前は45、次は49。(オンライン整数列大辞典の数列 A025339)
  - n = 2 のときの 1n + 3n + 6n の値とみたとき1つ前は10、次は244。(オンライン整数列大辞典の数列 A074508)
- π(200) = 46 (ただしπ(x)は素数計数関数)
  - 200までの素数は46個ある。1つ前の100までは25、次の300までは62。(オンライン整数列大辞典の数列 A028505)
- 各位の和が10になる4番目の数である。1つ前は37、次は55。
- 各位の平方和が52になる最小の数である。次は64。(オンライン整数列大辞典の数列 A003132)
  - 各位の平方和が n になる最小の数である。1つ前の51は117、次の53は27。(オンライン整数列大辞典の数列 A055016)
- 各位の立方和が280になる最小の数である。次は64。(オンライン整数列大辞典の数列 A055012)
  - 各位の立方和が n になる最小の数である。1つ前の279は11355、次の281は146。(オンライン整数列大辞典の数列 A165370)
- 5乗した数の各位の和が元の数になる最大の数である。1つ前は36。(オンライン整数列大辞典の数列 A055576)
465 = 205962976 → 2 + 0 + 5 + 9 + 6 + 2 + 9 + 7 + 6 = 46
  - n = 5 のときの n 乗した数の各位の和が元の数になる最大の数とみたとき1つ前の4乗は36、次の6乗は64。(オンライン整数列大辞典の数列 A046000)

## その他 46 に関連すること
- ヒトの染色体の数は、男女とも23対46本（22対44本の常染色体と1対2本の性染色体）となる。
- 原子番号 46 の元素はパラジウム (Pd)。
- 地球が生まれておよそ46億年である。
- 年始から数えて46日目は2月15日。
- 第46代天皇は孝謙天皇である。
- 日本の第46代内閣総理大臣は片山哲である。
- 大相撲の第46代横綱は朝潮太郎である。
- 画家の葛飾北斎の代表作『富嶽三十六景』は全46枚からなるシリーズである。
- アメリカ合衆国の46番目の州はオクラホマ州である。
- JIS X 0401、ISO 3166-2:JPの都道府県コードの「46」は鹿児島県。
- 46 はスウェーデン (SWE) の国際電話 国番号
- 沖縄返還される以前は46都道府県と数えられた。
- 第46代ローマ教皇はヒラルス（在位：461年～468年2月28日）である。
- アメリカ合衆国の第46代大統領はジョー・バイデンである。
- 易占の六十四卦で第46番目の卦は、地風升。
- クルアーンにおける第46番目のスーラは砂丘である。
- 大日本帝国海軍の大和型戦艦に搭載されていた主砲の口径は46cmであり、これは2016年現在で世界最大の実用化された艦砲である。
- チバテレビのアナログ放送の親局は 46ch。
- 石戸四六は日本の元プロ野球選手。
- 伝説的なオートバイレーサーであるバレンティーノ・ロッシのゼッケンは46。
- 秋元康がプロデュースする「坂道シリーズ」と呼ばれる日本のアイドルグループは、グループ名に「46」が付く（乃木坂46・櫻坂46・日向坂46・吉本坂46）。
- 現代語で用いられる日本語の平仮名・片仮名は、旧仮名遣いの「ゐ/ヰ」「ゑ/ヱ」を除けば46種類である。

## 符号位置
| 記号 | Unicode | JIS X 0213 | 文字参照          | 名称                    |
| ---- | ------- | ---------- | ----------------- | ----------------------- |
| ㊻   | U+32BB  | 1-8-58     | &#x32BB; &#12987; | CIRCLED DIGIT FORTY SIX |